# مقابلة مع مصاص الدماء (فلم)
مقابلة مع مصاص الدماء (بالإنجليزية: Interview with the Vampire: The Vampire Chronicles) فيلم أمريكي أنتج في عام 1994 وهو مقتبس من رواية تحمل نفس الاسم للكاتبة آن رايس، الفيلم من إخراج نيل جوردن وبطولة براد بيت توم كروز وأنتونيو بانديراس وكريستين دانست، ترشح الفيلم لجائزتين أوسكار، بلغت ميزانية الفيلم 60 مليون دولار.

## القصة
صحافي يدعي دانييل مالوي يجري لقاء صحافيا مع لويس (براد بيت) الذي يدعي أنه كان مصاص دماء ثم يحكي قصص عن ماضيه.

## وصلات خارجية
- مقابلة مع مصاص الدماء على موقع IMDb (الإنجليزية)
- مقابلة مع مصاص الدماء على موقع ميتاكريتيك (الإنجليزية)
- مقابلة مع مصاص الدماء على موقع الموسوعة البريطانية (الإنجليزية)
- مقابلة مع مصاص الدماء على موقع روتن توميتوز (الإنجليزية)
- مقابلة مع مصاص الدماء على موقع نتفليكس (الإنجليزية)
- مقابلة مع مصاص الدماء على موقع قاعدة بيانات الأفلام العربية
- مقابلة مع مصاص الدماء على موقع ألو سيني (الفرنسية)
- مقابلة مع مصاص الدماء على موقع Turner Classic Movies (الإنجليزية)
- مقابلة مع مصاص الدماء على موقع أول موفي (الإنجليزية)
- مقابلة مع مصاص الدماء على موقع بوكس أوفيس موجو (الإنجليزية)

1. ↑  وصلة مرجع: http://stopklatka.pl/film/wywiad-z-wampirem. الوصول: 7 مايو 2016.
2. 1 2  وصلة مرجع: http://www.imdb.com/title/tt0110148/. الوصول: 7 مايو 2016.
3. 1 2  وصلة مرجع: http://www.filmstarts.de/kritiken/40993-Interview-mit-einem-Vampir.html. الوصول: 7 مايو 2016.
4. ↑  وصلة مرجع: https://www.filmaffinity.com/en/film368857.html. الوصول: 7 مايو 2016.
5. 1 2 3 4 5 6 7 8  مذكور في: مقابلة مع مصاص الدماء. تاريخ النشر: 11 نوفمبر 1994.
6. ↑  مذكور في: تفريغات بيانات Freebase. الناشر: جوجل.
7. ↑  "قاعدة بيانات الأفلام على الإنترنت" (بالإنجليزية). Retrieved 2017-04-14.{{استشهاد ويب}}:  صيانة الاستشهاد: لغة غير مدعومة (link)
8. ↑  مذكور في: بوكس أوفيس موجو. الوصول: 7 مارس 2019. لغة العمل أو لغة الاسم: الإنجليزية.